# Büsserach
Büsserach est une commune suisse catholique du canton de Soleure, située le long de la Lisselle sur la route du Passwang et partie intégrante du district de Thierstein.

## Photographies

Vue aérienne de 200 m par Walter Mittelholzer (1925)